# 周浣白
周浣白（1912年—1974年），男，安徽桐城人，中华人民共和国军事人物，中国人民解放军少将，曾任中国人民解放军总参谋部通信兵部政治部副主任。